# Verticillium calophylli
Verticillium calophylli är en svampart som först beskrevs av Wiehe, och fick sitt nu gällande namn av W. Gams 1971. Verticillium calophylli ingår i släktet Verticillium och familjen Plectosphaerellaceae.   Inga underarter finns listade i Catalogue of Life.